# اقتصاد التشيك

متوسط الأجور الإجمالية جمهورية التشيك 1985-2008

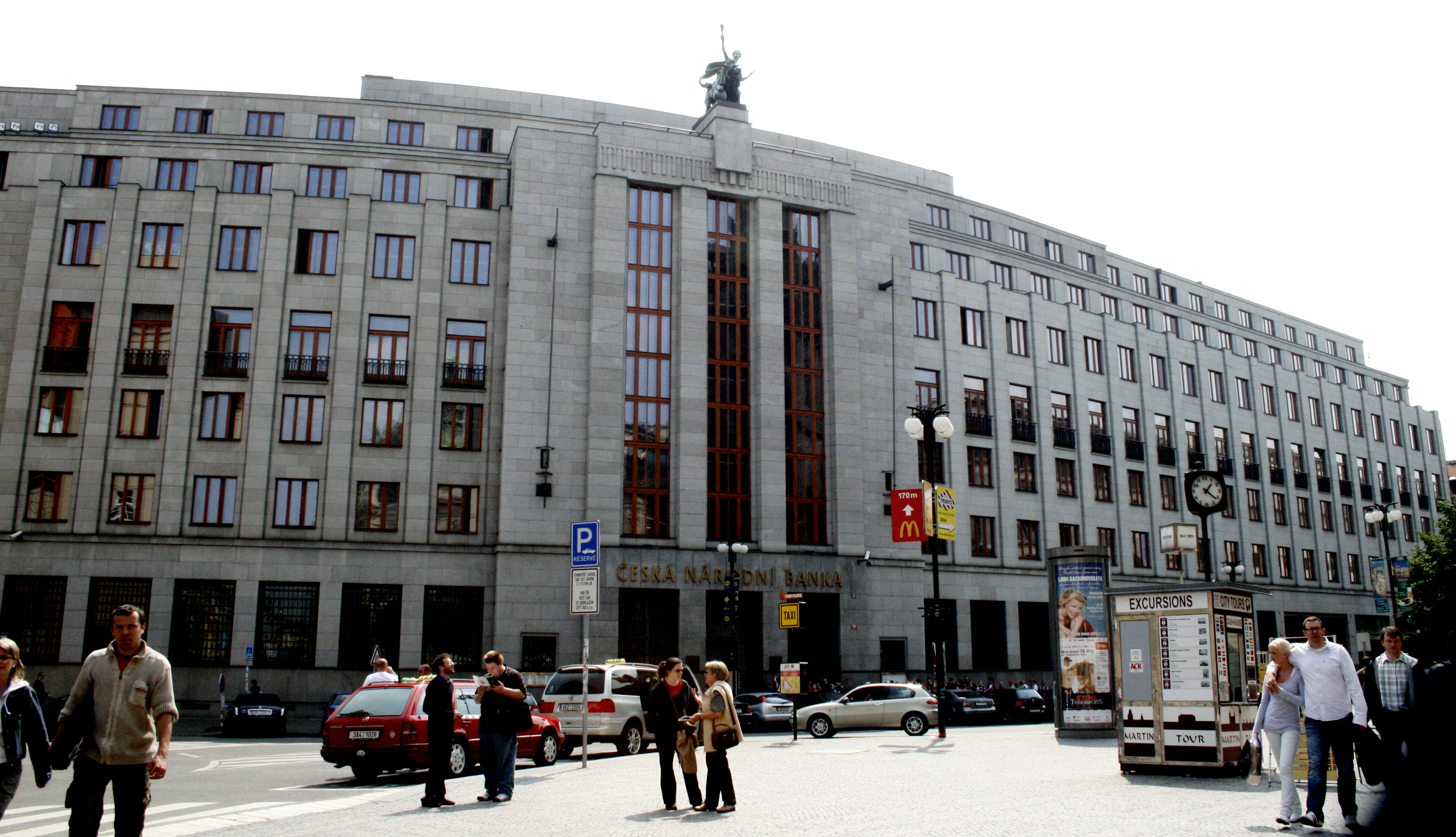
مقر البنك الوطني التشيكي في براغ

اقتصاد التشيك من الديمقراطيات الناشئة في أوروبا الوسطى والشرقية، وجمهورية التشيك واحدة من الاقتصادات الصناعية الأكثر تقدما. وهي واحدة من الأكثر استقراراً وازدهاراً في دول ما بعد الشيوعية في أوروبا الوسطى والشرقية. وكان الناتج المحلي الإجمالي للفرد في تعادل القوة الشرائية $ 27,100 في عام 2011، والذي هو 85٪ من المتوسط في الاتحاد الأوروبي.
الصناعات الرئيسية هي الثقيلة وبناء الآلات العامة، إنتاج الحديد والصلب، تصنيع المعادن، لإنتاج المواد الكيميائية والالكترونيات ومعدات النقل، والمنسوجات[ ؟ ] والزجاج[ ؟ ] وتختمر، والصين، وخزف، والمواد الصيدلانية. منتجاتها الزراعية الرئيسية هي sugarbeets وجذور الأعلاف والبطاطس، والقمح، والقفزات.
جاءت جمهورية التشيك في المركز 31 في مؤشر الابتكار العالمي عام 2023، متراجعة من المركز 24 عام 2016, وما لبثت أن تقدمت مركزاً واحداً في مؤشر 2024 لتصبح في المركز 30.

## التاريخ
القوي التواريخ التقاليد الصناعية إلى القرن 19th، عندما بوهيميا ومورافيا كانت معقل الاقتصادية للالإمبراطورية النمساوية المجرية. اليوم، وهذا التراث هو في نفس الوقت الأصل[ ؟ ] والمسؤولية. جمهورية التشيك يبلغ عدد سكانها تعليما جيدا ومتطورة البنية التحتية، ولكن من المنشآت الصناعية والكثير من معداتها الصناعية عفا عليها الزمن.
وفقا لالستالينية سياسة التنمية الترابط المخطط لها، وتم ربط جميع اقتصادات الاشتراكي[ ؟ ] البلدان بإحكام مع أن من الاتحاد السوفيتي. مع تفكك تحالف الاقتصادية الشيوعية في عام 1991، فقدت التشيكية مصنعين أسواقها التقليدية بين الدول الشيوعية السابقة إلى الشرق.

### 1990-1995
«الثورة المخملية» في عام 1989، عرضت فرصة لعميقة ومستمرة الإصلاح السياسي والاقتصادي. بدأت بوادر النهوض الاقتصادي لتظهر في أعقاب العلاج بالصدمة أن صندوق النقد الدولي (IMF) وصفت «الانفجار الكبير» من كانون الثاني عام 1991. ومنذ ذلك الحين، وتحرير متسقة والإدارة الاقتصادية المخضرمين أدى إلى إزالة 95٪ من جميع ضوابط الأسعار، وانخفاض البطالة، إيجابية ميزان المدفوعات الموقف، مستقر سعر الصرف، وهو التحول من الصادرات من السابق الشيوعية الاقتصادية الكتلة إلى الأسواق أوروبا الغربية، ومنخفضة نسبيا الديون الخارجية. وكان التضخم أعلى مما كان عليه في بعض البلدان الأخرى - معظمها في نطاق 10٪ [بحاجة لمصدر] - والحكومة وتشغيل متسقة متواضعة العجز في الميزانية [بحاجة لمصدر].
وكانت الأولويات الحكومية الصارمة اثنين السياسات المالية وخلق مناخ جيد للاستثمار واردة في الجمهورية. بعد سلسلة من العملات انخفاض قيمة ليالي، وتاج ظلت مستقرة في ما يتعلق الولايات المتحدة الدولار [بحاجة لمصدر]. أصبح ولي العهد التشيكية بالكامل تحويل[ ؟ ] لأغراض معظم رجال الأعمال في أواخر عام 1995.
من أجل تحفيز الاقتصاد وجذب شركاء أجانب، وقد طورت الحكومة الهيكل القانوني والإداري الذي ينظم الاستثمار. مع انهيار الاتحاد السوفياتي، البلاد، حتى هذه النقطة تعتمد بشكل كبير على الصادرات إلى الاتحاد السوفياتي، وكان لجعل تحولا جذريا في النظرة الاقتصادية: بعيدا عن الشرق، ونحو الغرب. استلزم ذلك إعادة هيكلة البنوك القائمة ومرافق الاتصالات، وكذلك تعديل القوانين والممارسات التجارية لتتناسب مع المعايير الغربية. وقد رحب الاعتماد على شريك التقليل مزيد من رئيسي واحد، والحكومات المتعاقبة التشيكية US الاستثمار (وغيرها) كموازنة لنفوذ اقتصادي قوي من الشركاء أوروبا الغربية، وخاصة من جارتهم القوية، ألمانيا. <-! والذي لم يكن دائما ناجحة، راجع بالتخبط مع ايرو بوينج Vodochody مباراة. -> على الرغم من أن الاستثمار الأجنبي المباشر كانت الولايات المتحدة (FDI) يعمل في دورات متفاوتة، حيث بلغت حصتها 12.9٪ من إجمالي الاستثمار الأجنبي المباشر بين عامي 1990 ومارس 1998، وثالث أكبر مستثمر أجنبي في الاقتصاد التشيكي، وراء ألمانيا ووهولندا.
واعترف التقدم نحو خلق مناخ استثماري مستقر عند جمهورية التشيك لتصبح أول دولة ما بعد الشيوعية في الحصول على تصنيف ائتماني من الدرجة الاستثمارية من قبل مؤسسات الائتمان الدولية [بحاجة لمصدر].
جمهورية تفتخر الإنتاج المستهلك ازدهار القطاع ولها خصخصة الأكثر المملوكة للدولة من خلال الصناعات الثقيلة الخصخصة بالقسائم النظام. في ظل النظام، أعطيت كل مواطن الفرصة للشراء، للحصول على سعر معتدل، وهو كتاب من القسائم التي تمثل أسهم المحتملة في أي شركة مملوكة للدولة. يمكن لأصحاب القسائم استثمار القسائم الخاصة بهم ثم، وزيادة قاعدة رأس المال للشركة المختارة، وخلق أمة من أصحاب حصة المواطن. هذا هو على النقيض من الخصخصة الروسي، الذي يتألف من مبيعات الأصول المجتمعية للشركات الخاصة بدلا من حصة نقل للمواطنين. وكان تأثير هذه السياسة المثيرة. تحت الشيوعية، وقدرت ملكية الدولة للشركات لتكون 97٪ [بحاجة لمصدر]. اكتمل إلى حد كبير من خلال الخصخصة رد العقارية لأصحاب السابق في عام 1992. بحلول عام 1998، كان أكثر من 80٪ من الشركات في أيدي القطاع الخاص. أكملت الآن [بحاجة لمصدر] ولقد حقق البرنامج التشيك، الذين يملكون أسهم كل من الشركات التشيكية، واحدة من أعلى أصحاب حصة الفرد في العالم [بحاجة لمصدر].

### 1995-2000
وكان التحول الاقتصادي الجمهورية بعيدة عن الاكتمال. حطم الأزمات السياسية والمالية في عام 1997، صورة الجمهورية التشيكية واحدة من الأكثر استقرارا وازدهارا في مرحلة ما بعد الشيوعية الدول. لعبت التأخير في إعادة هيكلة المؤسسات والفشل في تطوير سوق رأس المال جيدة الأداء أدوارا رئيسية في المشاكل الاقتصادية التشيكية، والتي بلغت ذروتها في أزمة العملة في مايو ايار. اضطرت عملة مربوطة سابقا في نظام العائمة اقبال المستثمرين على بيع Korunas بشكل أسرع من قدرة الحكومة على شرائها. وجاء ذلك بعد الاتجاه العالمي إلى تصفية من البلدان النامية في ذلك العام. قلق المستثمرين أيضا التحول الاقتصادي الجمهورية كانت بعيدة عن الاكتمال. وكان هناك عامل آخر يعقد العجز في الحساب الجاري، والتي بلغت ما يقرب من 8٪ من الناتج المحلي الإجمالي.
في استجابة للأزمة، وأدخلت اثنين التقشف في وقت لاحق حزم في ربيع (وتسمى vernacularly «الحزم»)، والذي خفض الإنفاق الحكومي بنسبة 2.5٪ من الناتج المحلي الإجمالي. انخفض النمو إلى 0.3٪ في عام 1997، -2.3٪ في عام 1998، و -0.5٪ في عام 1999. أنشأت الحكومة وكالة إعادة الهيكلة في عام 1999 وأطلق برنامج تنشيط - لتحفيز الشركات على بيع لشركات أجنبية. وتشمل الأولويات الرئيسية التقارب مع تسريع التشريعية الاتحاد الأوروبي القواعد، وإعادة تشكيل المؤسسات، وخصخصة البنوك والمرافق العامة. وكان من المتوقع للاقتصاد، بفضل نمو الصادرات والاستثمار المتزايد، لاسترداد بحلول عام 2000.

### 2000-2005
تم دعم النمو في 2000-05 من الصادرات إلى الاتحاد الأوروبي، في المقام الأول إلى ألمانيا، وانتعاش قوي من الاستثمار الأجنبي والمحلي. الطلب المحلي يلعب دورا أكثر أهمية من أي وقت مضى في دعم النمو وانخفاض أسعار الفائدة وتوافر بطاقات الائتمان والرهون العقارية زيادات. العجز في الحساب الجاري يبلغ نحو 5٪ من الناتج المحلي الإجمالي بدأت في الانخفاض مع تزايد الطلب على المنتجات التشيكية في الاتحاد الأوروبي الزيادات. التضخم تحت السيطرة. انضمام الأخيرة إلى الاتحاد الأوروبي يعطي مزيدا من الزخم والاتجاه إلى الإصلاح الهيكلي. في أوائل عام 2004 أصدرت الحكومة زيادات في ضريبة القيمة المضافة (VAT) وشددت الأهلية للفوائد الاجتماعية بهدف تحقيق الفجوة المالية العامة وصولا إلى 4٪ من الناتج المحلي الإجمالي بحلول عام 2006، ولكن من الصعب المعاشات التقاعدية والرعاية الصحية الإصلاحات سوف تضطر إلى الانتظار حتى بعد الانتخابات القادمة. خصخصة شركة الاتصالات المملوكة للدولة تشيسكي للاتصالات وقعت في عام 2005. يجب إعادة هيكلة المكثف بين المؤسسات الكبيرة، وإدخال تحسينات في القطاع المالي، والاستخدام الفعال للأموال الاتحاد الأوروبي متاحة تعزيز نمو الناتج.

### 2005-2010

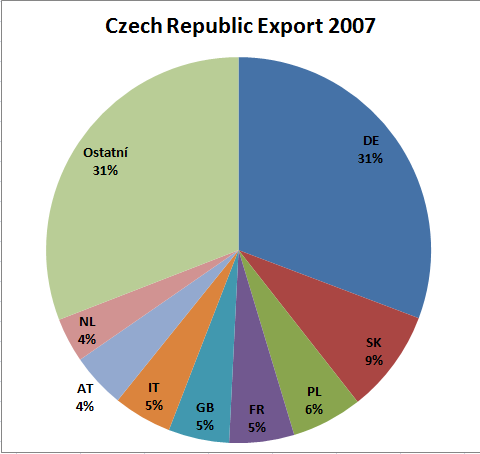
جمهورية التشيك تصدير 2007

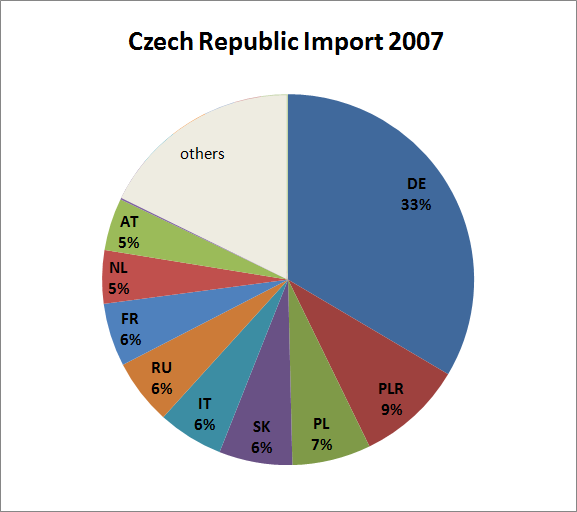
جمهورية التشيك استيراد 2007

استمرار النمو في السنوات الأولى من عضوية الاتحاد الأوروبي. لم الشريحة الائتمانية المترتبة على الأزمة المالية للفترة 2007-2010 لا يؤثر على جمهورية التشيك بكثير، يرجع في معظمه إلى قطاعها المصرفي مستقرا التي تعلمت دروسها خلال الأزمة أصغر في أواخر 1990s، وأصبح أكثر حذرا. ككسر من الناتج المحلي الإجمالي، والدين العام التشيكية ينتمي بين أصغر منها في أوروبا الوسطى والشرقية. وعلاوة على ذلك، على عكس العديد من البلدان في مرحلة ما بعد الشيوعية الأخرى، على الأغلبية الساحقة من ديون الأسر - مقوم بالعملة المحلية التشيكية - أكثر من 99٪. هذا هو السبب لم تتأثر البلاد من قبل تقلصت الكتلة النقدية بالدولار.
ومع ذلك، ومصدر كبير، كان الاقتصاد حساسية لانخفاض الطلب في ألمانيا والشركاء التجاريين الآخرين. في منتصف عام 2009، وقدر الانخفاض السنوي من الناتج المحلي الإجمالي لعام 2009 نحو 3٪ أو 4.3٪, انخفاضا متواضعا نسبيا. ربما كان لهذا تأثير الأزمة الاقتصادية محدودة بسبب وجود عملة وطنية أن تضعف مؤقتا في عام 2009 H1، وتبسيط الحياة من المصدرين.

## الطاقة
جمهورية التشيك والحد من اعتمادها على درجة عالية من التلوث بدرجة منخفضة براون الفحم كمصدر للطاقة. الطاقة النووية يوفر حاليا نحو 30٪ من احتياجاتها من الطاقة الإجمالية، ومن المتوقع أن تزيد حصتها إلى 40٪. الغاز الطبيعي وشراؤها من روسيا ن جازبروم (حوالي ثلاثة أرباع الاستهلاك المحلي) ومن النرويجية شركات (أكثر من ربع المتبقية). يتم استيراد الغاز الروسي عبر أوكرانيا (خط أنابيب الصداقة)، ويتم نقل الغاز النرويجية من خلال ألمانيا. استهلاك الغاز (حوالي 100 تيراواط ساعة في 2003-5) تقريبا مرتين أعلى من استهلاك الكهرباء. جنوب مورافيا لديه كمية صغيرة من النفط والغاز ودائع.

## الخلفية

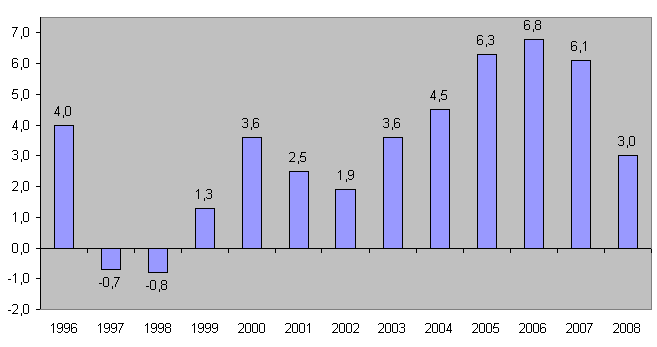
التغير السنوي في حجم الناتج المحلي الإجمالي لجمهورية التشيك

## مؤشرات الإحصائية
من CIA كتاب الحقائق العالمي 2008

## الطاقة (الإنتاج والاستهلاك)
إنتاج الكهرباء: 77,38 جيجا واط ساعة (2005)
الكهرباء - الإنتاج حسب مصدر:
- الوقود الأحفوري: 75,54٪
- المائية: 2.55٪
- النووية: 20.37٪
- أخرى: 1.54٪ (1998)

الكهرباء - الاستهلاك: 59,72 جيجا واط ساعة (2005)
الكهرباء - الصادرات: 24,99 جيجا واط ساعة (2005)
الكهرباء - الواردات: 12,35 جيجا واط ساعة (2005)
النفط - الإنتاج: 18030 (2005)
النفط - الاستهلاك: 213000 (2005 تخمين)
النفط - الصادرات: 20930 (2004)
النفط - الواردات: 203700 (2004)
نفط - احتياطيات: 15000000 (1 يناير 2006)
الغاز الطبيعي - الإنتاج: 165,000,000 متر مكعب (2005 تخمين)
الغاز الطبيعي - الاستهلاك: 9076000000 متر مكعب (2005 تخمين)
الغاز الطبيعي - الصادرات: 81520000 متر مكعب (2005 تخمين)
الغاز الطبيعي - الواردات: 8976000000 متر مكعب (2005 تخمين)
الغاز الطبيعي - الاحتياطي المحقق: 3802000000 متر مكعب (1 يناير 2006)
الموارد الطبيعية: الفحم والأخشاب والفحم البني، واليورانيوم، المغنسيت.
الزراعة - المنتجات:
القمح والجاودار والشوفان والذرة والشعير والبطاطس وبنجر السكر وحشيشة الدينار والفواكه ومنتجات الغابات؛ الخنازير والأبقار والدواجن والخيول

## IT تكنولوجيا المعلومات والاتصالات
الأسر التي لديها إمكانية الوصول إلى وصول الهاتف الثابت والمحمول
- الهاتف الثابت - 25٪ (2009)
- الهاتف المحمول - 94٪ (2009)

نسبة انتشار النطاق العريض
- النطاق العريض الثابتة - 19.1٪ (2010)
- المتنقلة ذات النطاق العريض - 3.5٪ (2010)

الأفراد الذين يستخدمون الحاسوب والإنترنت
- الكمبيوتر - 67٪ (2009)
- الإنترنت - 64٪ (2009)

## الموارد
- سيسك Republiky لل (الكتاب الإحصائي السنوي للجمهورية التشيكية) من قبل مكتب الإحصاء التشيكي. يتم نشر السطر الحالي سنويا منذ عام 1957. يمكن قراءة الكتب السنوية الأخيرة على شبكة الإنترنت (باللغة التشيكية والإنجليزية).
- نشرت تشيكوسلوفاكيا الحولية الإحصائية الأولى في عام 1920. تستخدم تاريخيا أسماء: Statistická příručka Republiky للčeskoslovenské، Statistická ročenka Protektorátu Čechy ومورافا (أثناء الاحتلال) وStatistická ročenka Československé Republiky للsocialistické.
- تم جمع إحصاءات حول الأراضي التشيكية في النمسا المجر من زيمسكاي statistický أوراد Království českého (المكتب الإحصائي للمملكة مقاطعة التشيكية) التي تأسست في عام 1897. ونشرت كتابين مفصلة (باللغة التشيكية والألمانية) في عام 1909 وعام 1913.

## وصلات خارجية
- OECD Economic Survey of the Czech Republic
- OECD's Czech Republic country Web site
- Doing business in Czech Republic
- Current economic data
- Economy: Development and potential
- Economy of the Czech Republic - Annual Trends